# Coweta County
Coweta County är ett administrativt område i delstaten Georgia, USA, med 127 317 invånare. Den administrativa huvudorten (county seat) är Newnan. 

## Geografi
Enligt United States Census Bureau har countyt en total area på 1 155 km². 1 146 km² av den arean är land och 9 km² är vatten.

### Angränsande countyn
- Fulton County, Georgia - nordost
- Fayette County, Georgia - öst
- Spalding County, Georgia - sydost
- Meriwether County, Georgia - syd
- Troup County, Georgia - sydväst
- Heard County, Georgia - väst
- Carroll County, Georgia - nordväst